# Жекайте, Янина
Яни́на Жекайте́ (Янина Жекайте-Кубилене, лит. Janina Žėkaitė, Janina Žėkaitė-Kubilienė, род. 8 июля 1926, деревня Дегёняй Паневежского района — 27 июля 2006, Вильнюс) — литовский литературовед, хабилитированный доктор гуманитарных наук; мать политика Андрюса Кубилюса.

## Биография
В 1951 году окончила Вильнюсский университет. Защитила диссертацию (о раннем творчестве Антанаса Венуолиса) на соискание учёной степени кандидата филологических наук в 1955 году. Работала в Институте литовской литературы и фольклора. Мать политика, члена Сейма Литовской Республики, председателя партии Союз Отечества (Консерваторы Литвы) (Tėvynės sąjunga (Lietuvos konservatoriai)) Андрюса Кубилюса.
Похоронена на Антокольском кладбище.

## Научная деятельность
В сферу интересов входит литовская литература. Автор работ о дореволюционном творчестве Антанаса Венуолиса (1957), о творчестве А. П. Чехова и литовском рассказе (1969), о развитии жанра романа в довоенной литовской литературе (1970), становлении импрессионизма и экспрессионизма в литовской прозе (1977).
Написала монографии о писательницах Шатриёс Рагане (1984), Юлии Жемайте (1991), также о Юргисе Савицкасе (1994), Игнасе Шейнюсе (1999).
Подготовила издания писем Шатриёс Раганы (1986), сочинений Юргиса Савицкиса (т. 1—6, 1990—1999), сборник воспоминаний и документов о нём (2000).

## Сочинения
- Janina Žėkaitė. Šatrijos Ragana. Vilnius, 1984.
- Janina Žėkaitė. Ignas Šeinius. Vilnius: Lietuvių literatūros ir tautosakos institutas, 1999. 403 p.
- Apie Jurgį Savickį. Atsiminimai, dokumentai, laiškai, parengė Janina Žėkaitė, Vilnius: Lietuvių literatūros ir tautosakos institutas, 2000. 314 p.
- Janina Žėkaitė. Modernizmas lietuvių prozoje. Vilnius: Lietuvių literatūros ir tautosakos institutas, 2002. 219 p. ISBN 9955-475-29-3.
- Janina Žėkaitė. Aloyzas Baronas. Vilnius: Versus aureus, 2007. 304 p. ISBN 978-9955-34-039-3.